# Jerzy Charytonowicz
Jerzy Charytonowicz (ur. 21 marca 1946 w Hamburgu, zm. 6 stycznia 2023) – polski inżynier architekt. 

## Życiorys
W 1969 ukończył studia na Politechnice Wrocławskiej. W latach 1969–2016 pracował na Wydziale Architektury macierzystej uczelni, tam w 1978 obronił pracę doktorską, w 1994 uzyskał stopień doktora habilitowanego, w latach 1991-2016 kierował Zakładem Wnętrz i Form Przemysłowych. W 2010 otrzymał tytuł profesora. Pracował także w Wyższej Szkole Sztuki i Projektowania w Łodzi, tam w latach 1999-2001 był dziekanem Wydziału Architektury, w latach 2002-2013 kierował Katedrą Podstaw Projektowania Architektonicznego.
Był członkiem Komitetu Ergonomii PAN.
W 1998 został odznaczony Srebrnym Krzyżem Zasługi, w 2014 Medalem Komisji Edukacji Narodowej.